# Список умерших в 854 году

## Июль
- 11 июля — Абундий Кордовский, священномученик Кордовский.

## Август
- 1 августа — Эрханберт, епископ Фрайзинга (835—854), католический святой.

## Дата смерти неизвестна или требует уточнения
- Аллавайх аль-Асар, певец согдийского происхождения при дворе Аббасидских халифов Харуна ар-Рашида и его преемников.
- Ахмад ибн Абу Дуад, мутазилитский богослов, верховный судья (кади аль-кудат) Аббасидского халифата во времена правления халифов аль-Мутасима, аль-Васика и аль-Мутаваккиля.
- Осбурга, первая жена короля Уэссекса Этельвульфа и мать Альфреда Великого.
- Радельгар, князь Беневенто (851—854).
- Туатал мак Маэл Бригте, король Лейнстера (до 854).
- Тулун, аббасидский вельможа тюркского происхождения, отец Ахмеда ибн Тулуна, основателя династии Тулунидов, правившей государством с центром в Египте.
- Халифа ибн Хайат, арабский историк.
- Хорик I, правитель данов (814—819 и 827—854).
- Этельверд, король Восточной Англии (845?—854).